# Leão de Corbridge

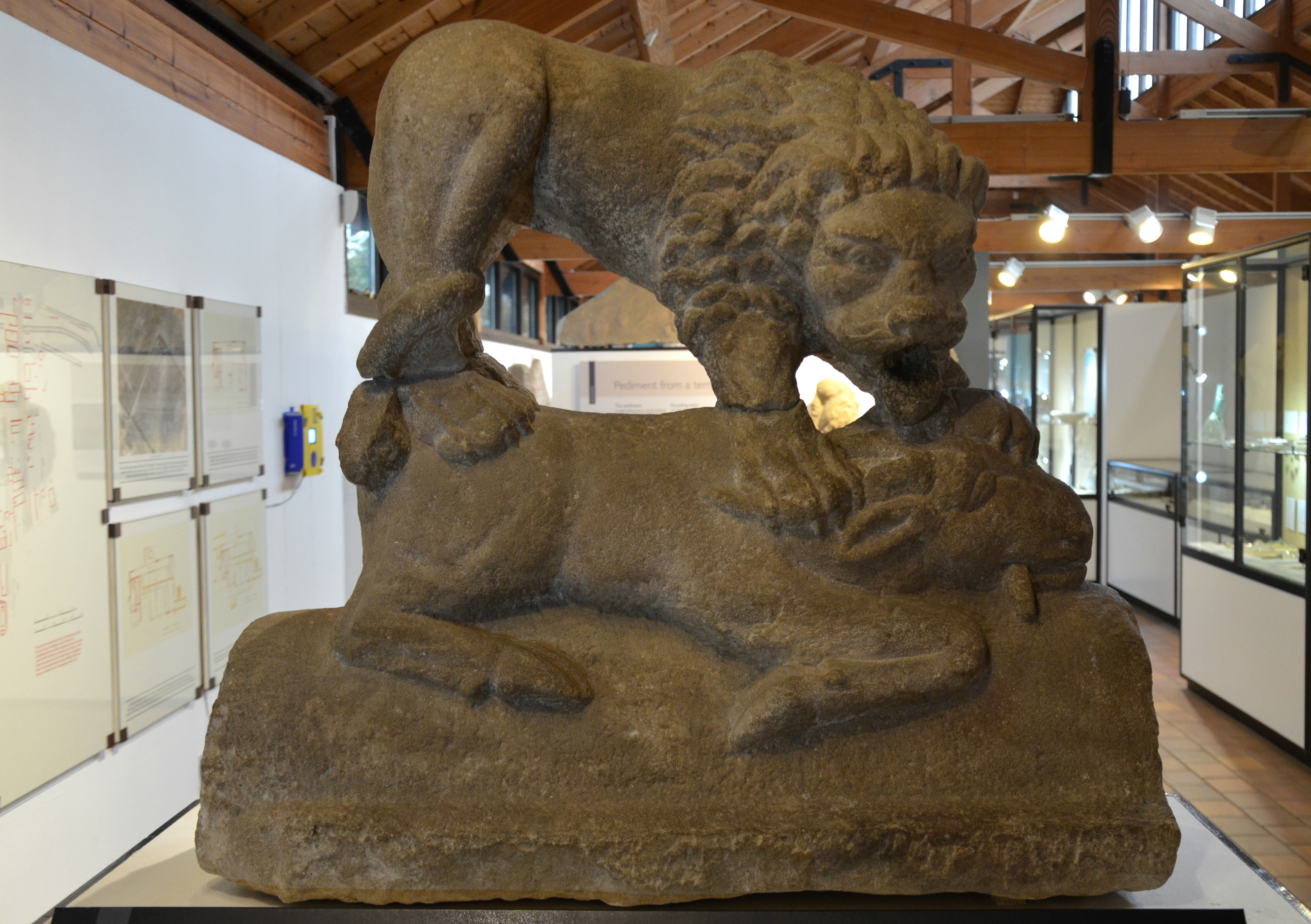
leão de Corbridge

Leão de Corbridge (em inglês: Corbridge Lion), na Nortúmbria, Inglaterra, é uma antiga escultura da Roma Antiga feita em arenito que mostra um leão em pé sobre um animal deitado (possivelmente um cervo) numa base de pedra semicilíndrica. Medindo 0,95m de comprimento por 0,36m de largura e 0,87m de altura, era originalmente uma peça de ornamentação funerária decorativa de um túmulo (simbolizando a conquista da Morte sobre a Vida). Posteriormente, foi reutilizado como uma fonte, passando um cachimbo de água pela boca. Ele foi encontrado num tanque de água em 1907 em Escavações lideradas por Leonard Woolley no Sítio II (um edifício de corredor com um piso feito em Mosaico, Hipocausto e gesso de parede pintado, que foi sugerido tratar-se de um Mansio) no sítio romano em Corbridge. Acredita-se que data do século II ou III.
No seu volume autobiográfico Spadework, Woolley observou que foi encontrado enquanto ele estava no Banco em Corbridge recolhendo os salários dos trabalhadores, e quando eles revelaram a sua descoberta a Wolley, o homem que o escavou comentou "Quando eu vi pela primeira vez que estava lá um leão, ele tinha uma laranja florescente na sua boca!".
Pelo menos quatro outros leões de pedra foram encontrados em Corbridge, dois deles escavados em associação com o muro à volta de um Mausoléu do século II em Shorden Brae, no Cemitério a oeste da cidade romana, um deles construído numa parede na aldeia , e outra (agora perdida) estava no Museu privado de propriedade de Bartholomew Lumley durante o início do século XIX.
O Leão de Corbridge está agora em exposição no museu do sítio romano de Corbridge, administrado pela English Heritage. O hotel Lion Of Corbridge (fechado em 2003), situado a sul da ponte moderna, foi batizado em sua homenagem.

## bibliografia
- Dickinson, G. (2000) Corbridge – the Last Two Thousand Years (London)
- Gillam, J.P. and Daniels, C.M. (1961) "The Roman mausoleum on Shorden Brae, Beaufront, Corbridge, Northumberland", Archaeologia Aeliana (4th Series) 39, 37–62
- Phillips, E.J. (1977) Corpus Signorum Imperium Romani I,i Corbridge, Hadrian's Wall East of the North Tyne (Oxford), 31–2, No. 82, Plate 24
- Woolley, L. (1953) Spadework: Adventures in Archaeology (London)

## Ligações externos
- English Heritage: The Corbridge Lion and changing beliefs in Roman Britain